# Ronde van Drenthe 2023
Die Ronde van Drenthe 2023 war die 16. Austragung dieses Straßenrennens für Frauen. Das Rennen fand am 11. März 2023 statt und war Teil der UCI Women’s WorldTour 2023.

## Teilnehmende Mannschaften
| UCI Women's WorldTeams (15)- Canyon-SRAM Racing - Team DSM - EF Education-TIBCO-SVB - FDJ-Suez - Fenix-Deceuninck - Human Powered Health - Israel-Premier Tech Roland - Team Jumbo-Visma - Liv Racing TeqFind - Movistar Team - SD Worx - Team Jayco AlUla - Trek-Segafredo - UAE Team ADQ - Uno-X Pro Cycling Team UCI Women's Continental Teams (6)- AG Insurance-Soudal Quick-Step Team - Bizkaia-Durango - Ceratizit-WNT Pro Cycling - GT Krush Rebellease - Parkhotel Valkenburg - Zaaf Cycling Team |
| |

## Streckenführung
Nach der ursprünglichen Planung sollte das Rennen am Rathausplatz von Emmen starten. Im Anfangsteil des Parcours waren mehrere Kopfstein-Passagen vorgesehen, gefolgt von drei Runden über den VAM-Berg. Das Finale bestand aus einer 30 km langen, flachen Runde südlich von Hoogeveen, an dessen Rathaus sich nach 152 km das Ziel befand.
Infolge unerwarteten Schneefalls musste der Parcours umgestellt und auf 96 km verkürzt werden. Es wurden sechs Runden über den schneebedeckten VAM-Berg gefahren, bevor das Rennen am ursprünglichen Ziel in Hoogeveen endete.

## Rennverlauf
Nach einem Drittel des Rennens wurde ein Großteil des Pelotons durch einen Sturz aufgehalten. Es bildeten sich mehrere Gruppen, die jedoch vor der letzten Runde wieder zusammenkamen. Die letzte Passage des VAM-Bergs konnte das Peloton nicht entscheidend sprengen, so dass es in Hoogeveen zum Sprint einer größeren Gruppe kam, den Europameisterin Lorena Wiebes souverän für sich entschied. Sie gewann das Rennen damit zum dritten Mal in Folge.
| \| Gesamtwertung \| Gesamtwertung \| Gesamtwertung \| Gesamtwertung \| Gesamtwertung \| \| Fahrerin \| Fahrerin \| Land \| Team \| Zeit \| \| ------------- \| ------------------------- \| ---------------------- \| ------------------------------ \| --------------- \| \| 1. \| Lorena Wiebes \| Niederlande \| SD Worx \| 2 h 29 min 13 s \| \| 2. \| Susanne Andersen \| Norwegen \| Uno-X Pro Cycling Team \| + 0 s \| \| 3. \| Maike van der Duin \| Niederlande \| Canyon-SRAM Racing \| + 0 s \| \| 4. \| Elisa Balsamo \| Italien \| Trek-Segafredo \| + 0 s \| \| 5. \| Maria Giulia Confalonieri \| Italien \| Uno-X Pro Cycling Team \| + 0 s \| \| 6. \| Lotta Henttala \| Finnland \| AG Insurance-Soudal Quick-Step \| + 0 s \| \| 7. \| Vittoria Guazzini \| Italien \| FDJ-Suez \| + 0 s \| \| 8. \| Karlijn Swinkels \| Niederlande \| Team Jumbo-Visma \| + 0 s \| \| 9. \| Letizia Paternoster \| Italien \| Team Jayco AlUla \| + 0 s \| \| 10. \| Anna Henderson \| Vereinigtes Königreich \| Team Jumbo-Visma \| + 0 s \| |                           |                        |                                |                 |
| |                           |                        |                                |                 |
| Quelle: ProCyclingStats |                           |                        |                                |                 |
| Gesamtwertung |                           |                        |                                |                 |
| Fahrerin | Fahrerin                  | Land                   | Team                           | Zeit            |
| 1. | Lorena Wiebes             | Niederlande            | SD Worx                        | 2 h 29 min 13 s |
| 2. | Susanne Andersen          | Norwegen               | Uno-X Pro Cycling Team         | + 0 s           |
| 3. | Maike van der Duin        | Niederlande            | Canyon-SRAM Racing             | + 0 s           |
| 4. | Elisa Balsamo             | Italien                | Trek-Segafredo                 | + 0 s           |
| 5. | Maria Giulia Confalonieri | Italien                | Uno-X Pro Cycling Team         | + 0 s           |
| 6. | Lotta Henttala            | Finnland               | AG Insurance-Soudal Quick-Step | + 0 s           |
| 7. | Vittoria Guazzini         | Italien                | FDJ-Suez                       | + 0 s           |
| 8. | Karlijn Swinkels          | Niederlande            | Team Jumbo-Visma               | + 0 s           |
| 9. | Letizia Paternoster       | Italien                | Team Jayco AlUla               | + 0 s           |
| 10. | Anna Henderson            | Vereinigtes Königreich | Team Jumbo-Visma               | + 0 s           |